# Piaski (kolonia w powiecie piotrkowskim)
Piaski – kolonia w Polsce, położona w województwie łódzkim, w powiecie piotrkowskim, w gminie Wola Krzysztoporska.
W latach 1975–1998 miejscowość należała administracyjnie do województwa piotrkowskiego.